# Ogcocephalus
Ogcocephalus is een geslacht van straalvinnige vissen uit de familie van vleermuisvissen (Ogcocephalidae). Het geslacht is beschreven in 1813 door Fischer.

## Soorten
- Ogcocephalus corniger Bradbury, 1980
- Ogcocephalus cubifrons (Richardson, 1836)
- Ogcocephalus darwini Hubbs, 1958
- Ogcocephalus declivirostris Bradbury, 1980
- Ogcocephalus nasutus (Cuvier, 1829) – Vleermuisvis
- Ogcocephalus notatus (Valenciennes, 1837)
- Ogcocephalus pantostictus Bradbury, 1980
- Ogcocephalus parvus Longley & Hildebrand, 1940
- Ogcocephalus porrectus Garman, 1899
- Ogcocephalus pumilus Bradbury, 1980
- Ogcocephalus radiatus (Mitchill, 1818)
- Ogcocephalus rostellum Bradbury, 1980
- Ogcocephalus vespertilio (Linnaeus, 1758)